# Генералов Леонід Євстахійович
Леонід Євстахійович Генералов  (нар. 3 травня 1937, село Вазьянка Спаського району Горьковської області, РРФСР — 13 серпня 1991, місто Львів) — радянський військовий діяч, 1-й заступник командувача військ Прикарпатського військового округу, учасник війни в Афганістані (1979—1989), генерал-полковник (25.04.1990).

## Біографія
Народився в селянській родині. З 1954 року — на службі в Радянській армії. Закінчив військове училище. Служив командиром взводу, роти, батальйону.
Закінчив Військову академію імені Фрунзе. Член КПРС.
У 1972 — 1974 роках командував мотострілецьким полком у Прикарпатському військовому окрузі. Закінчив Військову академію Генерального штабу Збройних Сил СРСР. Командував мотострілецькою дивізією.
Воював у Афганістані, де спочатку був на посаді 1-го заступника командувача, а з 4 листопада 1983 року по 19 квітня 1985 року служив командувачем 40-ї армії у складі Обмеженого контингенту радянських військ.
У квітні 1985 року призначений 1-м заступником командувача військ Прикарпатського військового округу. З 1988 року — начальник Вищих офіцерських курсів «Постріл» у місті Солнечногорську Московської області.
З 9 січня 1991 року — знову 1-й заступник командувача військ Прикарпатського військового округу. 13 серпня 1991 року раптово помер від серцевого нападу на військовому аеродромі у Львові у віці 54 років. Похований в Солнечногорську.

## Військові операції в Афганістані
12-22 січня 1983 року під керівництвом генерал-майора Леоніда Генералова було проведено операцію в провінціях Кабул, Логар, Вардак.
До бойових дій залучалися частини та підрозділи 108 мсд, 103 пдд, 56 одшбр та 191 омсп з підрозділами бойового забезпечення, а також частини та підрозділи ЗС ДРА, Царандоя, органи ХАД, партактивісти.
До початку операції, основні угруповання моджахедів були зосереджені в районах Баракі, Чарх, Абджоші-Бала провінції Логар, - всього 20 груп та загонів загальною чисельністю до 1000 осіб.
Керівництво моджахедів у провінції Логар здійснювалося єдиним штабом, у кожному загоні було створено зенітні групи, а також групи для захоплення екіпажів збитих літаків та гелікоптерів.
Спільним задумом бойових дій передбачалося: авіаційними та артилерійськими ударами завдати поразки основним угрупованням моджахедів у районах бойових дій, тактичними повітряними десантами послідовно блокувати шляхи відходу повстанських загонів у гори та спільно з підрозділами ЗС ДРА прочесати райони розташування моджахедів.
Основними способами бойових дій стали застосування вогню артилерії та ударів авіації для знищення противника; застосування тактичних повітряних десантів для блокування районів бойових дій та перекриття шляхів відходу моджахедів; прочісування спільно з афганськими підрозділами блокованих районів з метою фільтрації населення для виявлення повстанців; організація засідок силами окремої роти спеціального призначення та мотострілецькими підрозділами на ймовірних шляхах руху партизанських загонів; застосування маневру, обходів та охоплень, вихід у фланги та тил противника.
Особливості бойових дій: противник йшов з передбачуваних районів бойових дій на бази та в табори, розташовані в гірських і важкодоступних районах, залишаючи на шляхах відходу невеликі загороджувальні загони та групи; частина повстанців, здебільшого з місцевих жителів кишлаків, залишалася на місцях, ретельно сховавши зброю для організації диверсій, нападів та терактів у тилу радянських військ. Суворі кліматичні умови (сильні снігопади та морози) не дозволяли моджахедам довго перебувати в горах без обігріву, змушували їх спускатися на ніч в кишлаки. Блокування цих кишлаків силами тактичних десантів рано-вранці приносило значний успіх, виправдав себе метод повторного блокування та прочісування населених пунктів.
Внаслідок операції повстанському руху провінцій Кабул, Логар, Вардак було завдано значної шкоди. Ліквідовано великі склади та бази постачання моджахедів зброєю, боєприпасами, продовольством та медикаментами. В результаті операції знищено: моджахедів – 857, взято в полон – 36, затримано – 277, профільтровано – 241. Захоплено: стрілецької зброї – 216 од., боєприпасів до СО (тис.) – 11, боєприпасів до ДШК (тис.) – 80,7, міномет – 1, мін до міномета – 367, РПГ – 1, ПГ – 158, безвідкатних гармат – 1, боєприпасів до неї – 448, РГ – 366, ВР (кг) – 550, мін і фугасів – 779, важливі документи 7 ісламських комітетів, складів різних – 6. Знищено: ДШК – 6, мінометів – 2, дотів – 55, опорних пунктів – 13, фортець – 2, печер – 40, знято мін та фугасів – 28.
1-16 квітня 1983 року за участю сил 108 мсд, 103 гв. пдд та 345 гв. опдп під загальним командуванням Л. Генералова було проведено операцію в провінціях Парван і Капіса. Всього в цій операції в ущелині Ніджраб взяв участь 21 батальйон, в тому числі 5 повітрянодесантних. В результаті операції було знищено повстанців близько 2 тис., взято в полон – 58, затримано та передано до ХАД – 631 чол. Захоплено СО – 164 од., боєприпасів до СО (тис.) – 34, ДШК – 2, РПГ – 5, мін та фугасів – 327. Знищено: ДШК – 28, міномет – 1, РПГ – 17, ЗГУ – 2.
17-19 травня 1983 року в провінції Кунар Л. Генералов очолював позапланову операцію 66 омсбр з пошуку особового складу 7-ї мотострілецької роти цієї бригади, зниклого безвісти в ході бойових дій 16 травня. Операція проводилася у 8 км на південь від м. Асадабад. Тіла загиблих воїнів були знайдені. За два дні було знищено повстанців – 173, взято в полон – 16, захоплено одиниць стрілецького озброєння (СО) – 16.
24 червня 1983 року генерал-майор Л. Генералов очолив операцію в районі м. Газні, яка проводилася силами 108 мсд та 191 омсп. 
11-18 жовтня 1983 року під його командуванням силами 70 гв. омсбр було проведено операцію в провінції Кандагар (в долині р. Аргандаб). В результаті операції знищено повстанців – 428, затримано – 511, профільтровано – 961 особу. Захоплено: стрілецької зброї – 104, боєприпасів до стрілецької зброї – 73 тис., РПГ – 5, гранат до РПГ – 91, ручних гранат – 45, складів різних – 5. Знищено: стрілецької зброї – 47, ДШК – 6, безвідкатних гармат – 1, РПГ – 3, опорних пунктів – 19, вогневих точок – 36, складів різних – 5. Знято мін та фугасів – 83. Радянські втрати склали: вбито – 5, поранено – 16. 
8-18 грудня 1983 року з метою забезпечити безпеку автомобільного руху на ділянці Кабул - Джабаль-ус-Сірадж сили 108 мсд, 345 гв. опдп та 177-го окремого загону спеціального призначення провели на чолі з Л. Генераловим операцію в районі міст Чарікар, Джабаль-ус-Сірадж, Махмудракі. 
Задумом операції передбачалося авіаційними ударами фронтової та армійської авіації, вогнем артилерії, захопленням панівних висот, мінуванням проходів, доріг та караванних шляхів, послідовним блокуванням кишлаків протягом п'яти діб розгромити противника у вказаному районі. Надалі стабілізувати обстановку та забезпечити безпеку руху автоколон на ділянці Кабул - Джабаль-ус-Сірадж. 
З метою приховання задуму операції та введення супротивника в оману, 25–27 листопада по виявленому противнику було завдано масованих ударів авіацією та артилерією. У період з 28 листопада по 7 грудня – удари по окремих нововиявлених цілях. Суцільна забудова, наявність каналів, заболочених ділянок обмежували застосування бронегруп для безпосередньої підтримки підрозділів, що прочісують. Вогнищеве блокування районів зеленої зони не давало належних результатів. Повстанці здебільшого своєчасно виходили з району бойових дій і лише удари авіацією та артилерією приносили відповідний успіх.
Для політичної обробки населення та повстанських загонів, розташованих у місцевій зеленій зоні широко застосовувалися підрозділи спецпропаганди політвідділу армії. За період операції 27 кишлаків із населенням до 7 тис. було охоплено звукомовленням, поширено 100 тис. листівок, 500 прим. книг, журналів, газет. Надавалася медична та матеріальна допомога населенню.
В результаті операції знищено: повстанців – 690 осіб, взято в полон – 59 осіб, профільтровано – 1200 осіб. Захоплено: стрілецької зброї – 101, боєприпасів до стрілецького озброєння різних – 13,5 тис., ДШК – 3, РПГ – 5, мін та фугасів – 250. Знищено: ДШК – 15, мінометів – 13, опорних пунктів – 13, вогневих точок – 56, фортець – 9. Знято мін та фугасів – 149. Радянські втрати склали: вбито – 14 (з них 1 офіцер), поранено – 3 (з них 2 офіцери).
У квітні—травні 1984 року керував широкомасштабною операцією на території провінцій Баглан, Парван, Капіса за участю сил трьох дивізій (108, 201, 103), двох мотострілецьких бригад (66, 70), двох полків (191, 345) і окремого загону спеціального призначення «2-го окремого мотострілецького батальйону».

## Звання
- генерал-лейтенант (28.04.1988)
- генерал-полковник (25.04.1990)

## Нагороди
- Орден Червоного Прапора
- Орден «За службу Батьківщині у Збройних Силах СРСР» III ст.
- Медаль «На відзначення 100-річчя з дня народження Володимира Ілліча Леніна»
- Медаль «20 років Перемоги у Великій Вітчизняній війні 1941-1945 рр .. »
- Медаль «Ветеран Збройних Сил СРСР»
- Медаль «За зміцнення бойової співдружності»
- Медаль «40 років Збройних Сил СРСР»
- Медаль «50 років Збройних Сил СРСР»
- Медаль «60 років Збройних Сил СРСР»
- Медаль «70 років Збройних Сил СРСР»
- Медаль «За бездоганну службу» I ступеня
- Медаль «За бездоганну службу» II ступеня
- Медаль «За бездоганну службу» III ступеня
- Нагрудний знак «Воїну-інтернаціоналісту»

Іноземні нагороди:
- Орден «Зірка» I ступеня (Афганістан)
- Орден Червоного Прапора (Афганістан)
- Орден «Дружба народів» (Афганістан)
- Медаль «Воїну-інтернаціоналісту від вдячного афганського народу» (Афганістан)